# KATSU NUMBERS

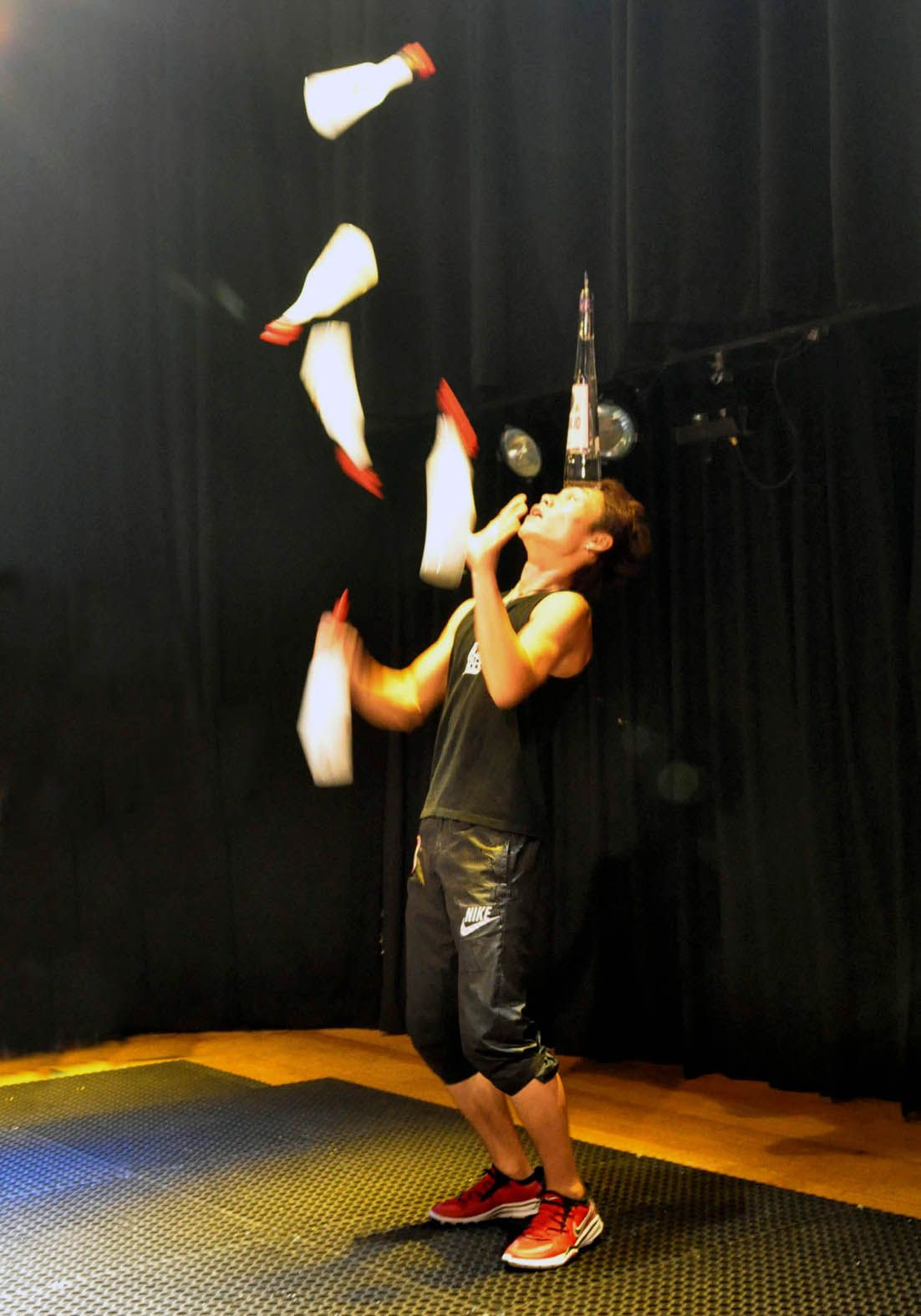
KATSU NUMBERS

KATSU NUMBERS（カツ・ナンバーズ、1982年8月18日 - ）は、日本のフレアバーテンダー。フレアネームはKATSU。本名は宇敷 勝巳（うしき かつみ）。芸能活動はフリーランスで行う。血液型A型。「シルク・ドゥ・ソレイユ」の登録パフォーマーとして在籍。

## 略歴
2002年、FBN2周年記念フレア・フェスティバル 日本ルーキ部門で準優勝。それ以降、日本および日本国外でフレアの大会に出場し、複数の賞を受賞しているフレアバーテンダー。2004年、カナダで開催されたフレアの国際大会、PINNECLE OF BARTENDINGで世界最高得点を樹立。2008年、台湾で開催されたフレアの国際大会、Roadhouse AsianFinalで世界最高得点を樹立。2010年5月16日、青森県八戸市で開催された、第三回 八戸市長杯 カクテルコンペティション フレア部門にて優勝。

## 人物
ナンバーズ・フレア、ボトル6本のカスケードおよび、その状態で頭上にボトルを載せた「6Bottle1Head」が出来る。フレアバーテンダースクールで、フレアバーテンダーの講師も務める。
Showを専門とするプロのフレアバーテンダーとして全国各地のウエディングパーティーやイベントパーティー、その他、台湾、インドネシア、香港など、日本国内外で年間200回以上のショーを演出する。

## 成績
フレアバーテンディングのコンペティション（大会）での成績
2002年
- 日本 FBN2周年記念フレア・フェスティバル・ルーキ部門 準優勝

2003年
- 日本 第3回フレア・バーテンディング・コンペティション 準優勝
- オーストラリア SOUTHERN COMFORT SHOWBAR AWARD
- 日本 第3回シーサイド・ザ・フレア・コンペティション2003
- 日本 第3回FBN全国フレア・バーテンダー・チャンピオンシップ・関東地区 総合優勝
- 日本 第3回FBN全国フレア・バーテンダー・チャンピオンシップ・ファイル 総合優勝

2004年
- アメリカ・ニューヨーク Big Apple Showdown
- カナダ PINNCLE OF BARTENDING

2007年
- 日本 Flair Grand Prix 2007 -Champion Carnival- 準優勝

2008年
- 日本 ULTIMATE WORLD FLAIR-2008-GRAND FINAL
- アメリカ・ラスベガス NATIONS
- 日本 SKYY Flair Global Challenge 準優勝
- 台湾 Roadhouse Asian Final 優勝
- イギリス・ロンドン Roadhouse World Flair : Finalist

2009年
- 日本 第2回 八戸市長杯 カクテルコンペティション フレア部門 優勝
- 日本 Bar Pro Flair Challenge Japan 優勝

2010年
- 日本 第3回 八戸市長杯 カクテルコンペティション フレア部門 優勝
- インドネシア Bar Pro Flair Challenge アジア大会優勝
- カナダ PINNACELE of Bartending 世界大会優勝

## 出演

### テレビ
- 日本テレビ系列「世界一受けたい授業」
- テレビ東京「所さんの学校では教えてくれないそこんトコロ!」

その他

### CM
- アサヒ飲料「ウィルキンソン・ジンジャエール」

その他